# إي. راي غوتز
إي. راي غوتز (بالإنجليزية: E. Ray Goetz) هو كاتب أغاني ومنتج أفلام وملحن أمريكي، ولد في 12 يونيو 1886، وتوفي في 12 يونيو 1954.

## وصلات خارجية
- إي. راي غوتز على موقع IMDb (الإنجليزية)
- إي. راي غوتز على موقع ميوزك برينز (الإنجليزية)
- إي. راي غوتز على موقع قاعدة بيانات برودواي على الإنترنت (الإنجليزية)
- إي. راي غوتز على موقع قاعدة بيانات برودواي على الإنترنت (الإنجليزية)
- إي. راي غوتز على موقع أول ميوزيك (الإنجليزية)
- إي. راي غوتز على موقع ديسكوغز (الإنجليزية)